# Арезе
Арезе (итал. Arese) је насеље у Италији у округу Милано, региону Ломбардија.
Према процени из 2011. у насељу је живело 19163 становника. Насеље се налази на надморској висини од 161 м.

## Становништво
Према резултатима пописа становништва 2011. у општини је живело 19.138 становника.
| 1931. | 1936. | 1951. | 1961. | 1971. | 1981.  | 1991.  | 2001.  | 2011.  |
| ----- | ----- | ----- | ----- | ----- | ------ | ------ | ------ | ------ |
| 2.231 | 2.241 | 2.470 | 3.037 | 5.052 | 15.294 | 18.612 | 18.771 | 19.138 |

## Партнерски градови
- Мошонмађаровар
- Камполијето